# Emil Lukáč
Emil Lukáč, plným jménem Emil Boleslav Lukáč (1. listopadu 1900 Hodruša-Hámre – 14. září 1979 Bratislava), byl slovenský básník, československý politik a meziválečný poslanec Národního shromáždění za Československou stranu národně socialistickou.

## Biografie
Působil jako básník, krátce i jako evangelický kněz. V letech 1940–1944 založil a vedl časopis Tvorba, ke kterému se vrátil ještě na přelomu 40. a 50. let. I pak se věnoval kulturní práci. Roku 1976 získal titul zasloužilý umělec.
Po parlamentních volbách v roce 1935 se stal poslancem Národního shromáždění za československé národní socialisty. Poslanecký mandát získal až dodatečně roku 1936 poté, co rezignoval poslanec Igor Hrušovský. V poslanecké sněmovně setrval do zrušení parlamentu roku 1939, přičemž krátce předtím, v prosinci 1938, ještě přestoupil do klubu Hlinkova slovenská ľudova strana - Strana slovenskej národnej jednoty, do které se spojily všechny slovenské nesocialistické strany.
Po Mnichovu se v říjnu 1938 podílel za národní socialisty na dojednávání Žilinské dohody coby společné platformy slovenských stran ve prospěch autonomie a byl jedním ze signatářů její finální verze. V prosinci 1938 potom byl zvolen ve volbách do Sněmu Slovenskej krajiny. Je tehdy uváděn jako profesor, bytem v Bratislavě.

## Citát
| „                  | Zato si k nám přisedl jeden mladý slovenský kněz a básník. Byl to kněz řádový, byl františkán. A básník to byl surrealistický. Jak to dal všechno dohromady, nevím. Na sjezd přijel na motocyklu. Byl tak samozřejmý, že to překvapovalo. Ale zapadl dobře. Básník Emil Boleslav Lukáč se nám trochu vysmíval, že jsme se dali očarovat jeho mnišskou kápí, a dokládal, že bychom byli získáni patrně i kominíkem, kdyby ho někdo přivedl. Ale neměl pravdu. Byl to živý, temperamentní muž upřímné sdílnosti, plný nápadů a vtipů. Jeho oči nedaly pokoj žádné dívčí tváři, která se tam mihla. A se mnou se sblížil srdečně. | “ |
| — Jaroslav Seifert | |   |

## Dílo
Poezie:
- 1922 Spoveď
- 1925 Dunaj a Seina
- 1926 Hymny k sláve Hosudarovej
- 1928 O láske neláskavej
- 1929 Spev vlkov a iné básne
- 1929 Križovatky
- 1934 Elixír
- 1934 Hymny (druhé vydanie Hymny k sláve Hosudarovej)
- 1938 Moloch
- 1944 Bábel
- 1949 Záhrada útechy (výber prekladov z európskej poézie)
- 1967 Óda na poslednú a prvú
- 1969 Parížske romance
- 1978 Srdce pod Kaukazom

Další dílo:
- 1943 Kam ho položili?

Překlady:
- 1929 Cesta krížová (P. Claudel) z francouzštiny
- 1929 Múdrosť vína (O. Chajjám)
- 1933 Trofeje (Ronsard)
- 1941 V mladých srdciach (A. Ady)
- 1951 Apoštola (S. Petöfi) (z maďarštiny)
- 1967 Génius orlom (V. Hugo)
- 1968 Kvapky z perlete (Valéry)
- 1976 Spoveď Dunaja (S. Petöfi)

Operní libreto:
- 1928 Detvan (od V. Figuše-Bystrého)

Výběry z tvorby:
- 1936 Básnická tvorba
- 1946 Dies irae
- 1965 Hudba domova
- 1966 O láske neláskavej
- 1976 Tvoj tanec žeravý
- 1980 Pokoj zemi tejto